# Gnadenwald
Gnadenwald è un comune austriaco di 788 abitanti nel distretto di Innsbruck-Land, in Tirolo.